# Montreuil-sur-Epte
Montreuil-sur-Epte egy község Franciaországban. Lakosainak száma 382 fő (2022. január 1.).

## Földrajza
Montreuil-sur-Epte Saint-Clair-sur-Epte, Ambleville, Bray-et-Lû, Buhy, La Chapelle-en-Vexin és Vexin-sur-Epte községekkel határos.